# Le Champion (film, 1931)
Pour les articles homonymes, voir Le Champion.
Pour plus de détails, voir Fiche technique et Distribution.
Le Champion (The Champ) est un film américain réalisé par King Vidor, sorti en 1931.

## Synopsis
Par amour pour son fils, un boxeur déchu remonte sur le ring.

## Fiche technique
- Titre original : The Champ
- Titre français : Le Champion
- Réalisation : King Vidor
- Scénario : Frances Marion
- Dialogues : Leonard Praskins et Wanda Tuchock
- Direction artistique : Cedric Gibbons
- Photographie : Gordon Avil
- Son : Douglas Shearer
- Montage : Hugh Wynn
- Production : King Vidor, Harry Rapf, Irving Thalberg et William M. Weiss
- Société de production : Metro-Goldwyn-Mayer Corporation
- Société de distribution : Metro-Goldwyn-Mayer Corporation
- Pays de production :  États-Unis
- Langue originale : anglais
- Format : Noir et blanc — 35 mm — 1,37:1 - Mono (Western Electric Sound System)
- Genre : Mélodrame
- Durée : 85 minutes
- Dates de sortie : 
  - États-Unis : 13 novembre 1931 (première à Hollywood)
  - France : 1934

## Distribution
- Wallace Beery : Andy Purcell, "Champ"
- Jackie Cooper : Dink, son fils
- Irene Rich : Linda
- Roscoe Ates : "Sponge"
- Edward Brophy : Tim
- Hale Hamilton : Tony
- Jesse Scott : Jonah
- Marcia Mae Jones : Mary Lou
- Frank Hagney : Manuel Quirogua, le champion mexicain
- Dell Henderson : le docteur

## Distinctions
- Oscars du cinéma 1932
  - Oscar du meilleur acteur pour Wallace Beery
  - Oscar de la meilleure histoire originale pour Frances Marion